# ایوان میتشورین
ایوان میتشورین (روسی: Иван Владимирович Мичурин؛ (October 27 [سبک قدیمی: October 15] 1855 – June 7, 1935) دانشمند در زمینه زیست‌شناسی اهل امپراتوری روسیه بود.
وی همچنین برندهٔ جوایزی همچون نشان لنین شده‌است.